# Jüdische Gemeinde Dürkheim
Die jüdische Gemeinde Dürkheim in Bad Dürkheim bestand vom 14. Jahrhundert bis 1940. Sie war Sitz des Rabbiners des Bezirksrabbinats Frankenthal.

## Geschichte
Erstmals erwähnt werden auf dem Gebiet von Bad Dürkheim siedelnde Juden um 1309. Nach den Pestpogromen 1348/49 werden erst wieder 1633 zwei in Bad Dürkheim ansässige jüdische Bürger genannt. Zu der jüdischen Gemeinde Bad Dürkheim (damals Dürkheim) gehörten die jüdischen Einwohner von Grethen, Hardenheim und Ungstein. Ab 1900 kamen dann noch die jüdischen Einwohner von Friedelsheim, Freinsheim, Gönnheim, Kallstadt, Leistadt und Weisenheim hinzu. Bad Dürkheim war Sitz des Rabbiners des Rabbinatsbezirks Frankenthal. Die Mitgliederzahl stieg, im Gegensatz zu den meisten anderen jüdischen Gemeinden in Rheinland-Pfalz, auch über die Mitte des 19. Jahrhunderts hin stetig an und erreichte 1900 ihren Höchststand mit 291 Angehörigen. Dann kam es zu Aus- und Abwanderung von Mitgliedern der jüdischen Gemeinde. Ab 1933, nach der Machtergreifung Adolf Hitlers, wurden die jüdischen Einwohner immer mehr entrechtet. Zudem kam es immer wieder zu antijüdischen Aktionen. Dies hatte zur Folge, dass viele jüdischen Familien die Gemeinde verließen. Zum Zeitpunkt der Novemberpogromen 1938 lebten noch 40 Mitglieder der jüdischen Gemeinschaft in Bad Dürkheim. Im Oktober 1940 wurden die letzten verbliebenen 19 jüdischen Einwohner im Zuge der sogenannten Wagner-Bürckel-Aktion in das französische Internierungslager Gurs deportiert.

## Entwicklung der jüdischen Einwohnerzahl
| Jahr    | Juden | Jüdische Familien | Bemerkung                                   |
| ------- | ----- | ----------------- | ------------------------------------------- |
| 1633    | 2     |                   |                                             |
| 1687    |       | 4                 |                                             |
| 1708    |       | 5                 |                                             |
| 1787    |       | 15                |                                             |
| 1801    | 192   |                   |                                             |
| 1808    | 135   |                   |                                             |
| 1823/25 | 213   |                   | ca. 5 Prozent der Bevölkerung Bad Dürkheims |
| 1848    | 248   |                   |                                             |
| 1875    | 285   |                   |                                             |
| 1900    | 291   |                   |                                             |
| 1933    | 184   |                   |                                             |
| 1936    | 111   |                   |                                             |
| 1937    | 98    |                   |                                             |
| 1938    | 40    |                   |                                             |
| 1940    | 19    |                   |                                             |

## Einrichtungen

### Synagoge
Die Synagoge in Bad Dürkheim wurde 1748/49 in der Wachenheimer Straße / Entengasse (heutige Weinstraße Süd 1) errichtet. Bei den Novemberpogromen 1938 wurde die Inneneinrichtung verwüstet und verbrannt. Bis 1945 wurde das Gebäude von der Nationalsozialistischen Zeitung Rheinfront als Druckhaus verwendet. Bei einem Luftangriff am 18. März 1945 wurde das Gebäude zerstört und die Reste 1946 abgebrochen.

### Mikwe
Die Gemeinde verfügte über eine Mikwe.

### Friedhof
Die Toten wurden auf dem jüdischen Friedhof Wachenheim beigesetzt. Dieser diente vielen jüdischen Gemeinden der Umgebung als Friedhof.

### Schule
Der Klassenraum der jüdischen Elementarschule befand sich in der Synagoge. Bis zu ihrer Auflösung war ein Elementarschullehrer angestellt. Anschließend war zeitweise ein Religionslehrer angestellt, der auch die Aufgaben des Vorbeters innehatte.

## Opfer des Holocaust
Das Gedenkbuch – Opfer der Verfolgung der Juden unter der nationalsozialistischen Gewaltherrschaft 1933–1945 und die Zentrale Datenbank der Namen der Holocaustopfer von Yad Vashem führen 61 Mitglieder der jüdischen Gemeinschaft Bad Dürkheim mit Rödersheim und Ungstein (die dort geboren wurden oder zeitweise lebten) auf, die während der Zeit des Nationalsozialismus ermordet wurden.